# Liga Nacionalsocialista (Reino Unido)
La Liga Nacionalsocialista (en inglés: National Socialist League; NSL) fue un movimiento político nacionalsocialista de corta duración en el Reino Unido inmediatamente antes de la II Guerra Mundial.

## Formación

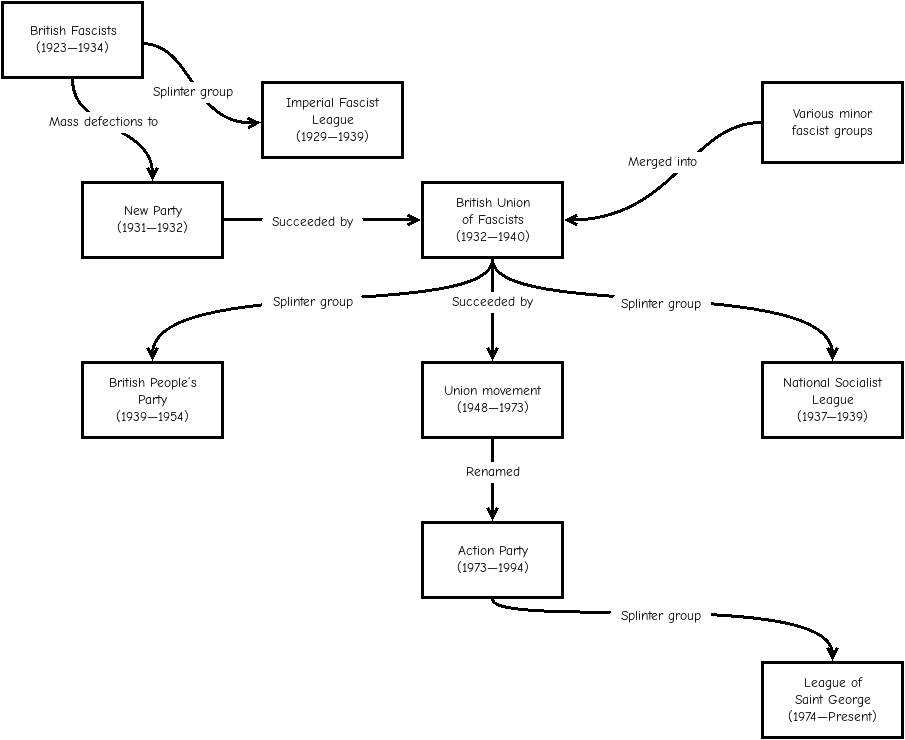
Un diagrama de flujo que muestra la historia del primer movimiento fascista británico.

La NSL se formó en 1937 por William Joyce, John Beckett y John Angus MacNab como un grupo disidente de la Unión Británica de Fascistas. Los líderes afirmaron que la Liga se había formado porque el líder de la BUF, Oswald Mosley, estaba demasiado esclavo del fascismo continental, aunque Mosley sostuvo que los tres simplemente habían sido despedidos de sus puestos pagados en la BUF como parte de un ejercicio de reducción de costos. Beckett y Joyce atacaron a Mosley por estar más interesado en la gloria personal que en el fascismo con Beckett alegando que él y Joyce no querían culto a la personalidad, sino que solo estaban allí como «instrumentos de una gran política». La formación del grupo se anunció en 109 Vauxhall Bridge Road en el suroeste de Londres.
Independientemente de la verdad, el NSL comenzó de manera bastante saludable ya que Joyce obtuvo el respaldo financiero de Alex Scrimgeour, un corredor de bolsa, y pronto la NSL pudo publicar su propio periódico, The Helmsman, adoptando 'Steer Straight' como el lema del partido. La ideología del partido se basó en un documento publicado por Joyce titulado Nacionalsocialismo ahora en el que declaró su gran admiración por Adolfo Hitler, pero agregó que lo que se necesitaba era un nacionalsocialismo específicamente británico. El Carlyle Club, un club de discusión política y social inspirado en el Club de enero y llamado así por uno de los filósofos favoritos de Joyce, Thomas Carlyle, también se estableció como un brazo de la NSL.

## Desarrollo
Las conexiones se establecieron rápidamente con la Liga Nórdica, una influyente sociedad secreta presidida por Archibald Maule Ramsay. La figura ascendente de la extrema derecha, A. K. Chesterton, continuaría hablando en varias funciones de la NSL y escribiría para sus publicaciones, después de abandonar la BUF en 1938. La miembro angloalemana de la beca y diputada conservadora Jocelyn Lucas también desarrolló vínculos clandestinos con la NSL. Sin embargo, la NSL también atrajo a Vincent Collier como miembro fundador, un oficial de propaganda en la BUF que también funcionaba como agente de la Junta de Diputados de los Judíos Británicos.
En 1938, la NSL se asoció con el British Council Against European Commitments, un grupo de coalición presidido por Lord Lymington. Aunque Joyce se cansó rápidamente de esta mezcla inusual de fascistas y pacifistas de la alta sociedad, Beckett estaba más cerca de sus ideales y en poco tiempo dejó la NSL para unirse al Partido Popular Británico. Beckett también se había convencido menos de seguir el ejemplo del Tercer Reich después de la crisis de Múnich. Mientras tanto, Scrimgeour murió en 1938 y, sorprendentemente, no dejó nada a la NSL en su testamento, lo que provocó el corte de la principal fuente de financiación. Junto con esto, como fue el caso de la mayoría de los grupos rivales en la ultraderecha, los Camisas negras del BUF vieron a la NSL como enemigos y se sabía que atacaban sus manifestaciones y reuniones.

## Declive
Joyce se volvió amargado y se volvió cada vez más adicto al alcohol, mientras que su visión política del nacionalsocialismo británico dio paso a una copia más directa del nacionalsocialismo alemán, y Chesterton afirmó que comenzó a terminar las reuniones de la NSL gritando: Sieg Heil. Para 1939, la NSL había sido reinscrito como un club de bebida en lugar de un partido político y una de las reuniones finales del grupo en mayo de 1939 terminó en caos cuando Joyce golpeó a un heckler después de que la multitud lo atacara por su discurso abiertamente proalemán. El 25 de agosto, entregó el control de la NSL a MacNab y le indicó que era su deber disolver el movimiento, que para ese entonces solo tenía 40 miembros registrados. Además de un índice de miembros que MacNab secretó para un posible uso posterior, los documentos de la Liga fueron destruidos en esta reunión. Joyce partiría hacia Alemania justo después de esta reunión y la NSL fue liquidada. 
Hacia el final de la II Guerra Mundial, algunos miembros de la NSL se reagruparon en la Asociación de Investigación de la Constitución bajo el mando del mayor Harry Edmonds, aunque esta iniciativa no tuvo impacto y desapareció rápidamente.